# トーノシケヌプリ
トーノシケヌプリは、洞爺湖中島の最高峰であり、北海道胆振総合振興局洞爺湖町と壮瞥町に跨る標高455m（湖面標高371m）の火山である。

## 概要
アイヌ語で「トー・ノシケ・ヌプリ」（湖・の中央・山）を意味する。

山頂には二等三角点（点名「洞爺湖」）が設置されている。

遊覧船着岸の起点となる洞爺湖森林博物館から中央火口丘経由で登山道が山頂まで開削されている。

## 近隣の山
- 東山（376m、湖面標高292m） - 中島
- 北山（363m、湖面標高279m） - 中島
- 南山（243m、湖面標高159m） - 中島
- 観音島（171.7m、湖面標高87.7m）
- 弁天島（126m、湖面標高42m）
- 饅頭島（116m、湖面標高32m）
- 有珠山（737m）
- 四十三山（251.5m）
- 早月山（561.3m）
- ポロモイ山（624.8m）